# Овсяннікова Тамара Петрівна
Тамара Петрівна Овсяннікова (біл. Тамара Пятроўна Аўсяннікаванар; нар. 24 травня 1949, с. Севки, Лоєвський район, Гомельська область, БРСР, СРСР) — білоруська поетеса, прозаїкиня, педагогиня.

## Біографія
Тамара Овсяннікова народилась у 1949 році в селі Севки Лоєвського району Гомельської області. Закінчила філологічний факультет БДУ (1971), працювала вчителькою, бібліотекаркою, інженеркою, методисткою, завідувачкою магазину. У 1972 р. вийшла заміж. Другу вищу освіту економіста отримала в Білоруському державному університету харчових і хімічних технологій в 1999 році.
Авторка лекцій для вчителів-філологів з теорії віршоскладання й аналізу поетичних творів, статей з творчості Н. Гілевича і Я. Яніщица.
Членкиня Союзу білоруських письменників. 

### Творчість
Перша публікація — стаття «Неприборкана пташка», вийшла 1 грудня 2000 року в газеті «Могильовська правда».
Пише поезії та прозу. Авторка книг віршів «Ноти серця» (2009), «Листопад років» (2010), прози «Любачка» (2011).